# Adroaldo Costa
Adroaldo Mesquita da Costa (Taquari, 9 de julho de 1894 — Taquari, 1985) foi um advogado, professor, jurista, jornalista e político brasileiro.
Filho de Antônio Porfírio da Costa e de Alzira Mesquita da Costa, foi alfabetizado por um professor particular, tendo depois ingressado no Externato Santana, ainda em Taquari. Em 1907 ingressou como interno no Ginásio Nossa Senhora da Conceição, escola de jesuítas, em São Leopoldo (RS), depois entrou para a Faculdade Livre de Direito de Porto Alegre, diplomando-se em 1917.
Foi, no início de 1918, interinamente, promotor público em Taquari, retomando depois a Porto Alegre, onde lecionou português e história nos colégios Anchieta e Júlio de Castilhos. Foi professor na Escola Superior de Comércio de Porto Alegre e participou da criação do Instituto Histórico e Geográfico do Rio Grande do Sul, do qual tornou-se mais tarde presidente perpétuo.
Após a vitória da Revolução de 1930, foi nomeado membro do conselho consultivo do estado do Rio Grande do Sul e, no ano seguinte, iniciou-se na política, ingressando no Partido Republicano Rio-Grandense. Foi deputado à Assembleia Nacional Constituinte no pleito de maio de 1933, depois foi eleito deputado à Assembleia Constituinte Estadual que promulgou a Constituição do estado em junho de 1935.
Após a implantação do Estado Novo, abandonou a atividade política, e voltou a lecionar, assumindo a cadeira de Direito Comercial na Faculdade Livre de Direito de Porto Alegre, na qual se manteve até 1942. Elegeu-se deputado à Assembléia Nacional Constituinte de 1945, pelo PSD. Ainda deputado federal, foi nomeado ministro da Justiça e Negócios Interiores no Governo Gaspar Dutra, cargo em que permaneceu de 7 de novembro de 1947 a 1 de abril de 1950.
Cogitado como candidato à presidência da República, deixou o ministério e retornou a Câmara dos Deputados. Seu nome foi depois vetado e, afastada a possibilidade de concorrer ao pleito presidencial, candidatou-se a deputado federal em 1950, reelegendo-se para a legislatura de 1951 a 1955. Elegeu-se vereador em sua cidade natal, Taquari, cumprindo mandato de 1956 a 1959.
Foi nomeado em 27 de abril de 1964 consultor-geral da República, cargo que exerceu ao longo dos governos Castelo Branco, Costa e Silva e da junta militar , entre abril de 1964 e março de 1967. Participou, entre março de 1976 e abril de 1977, do conselho fiscal da Varig, companhia da qual havia sido um dos fundadores em maio de 1927.
Pertenceu à Sociedade Brasileira de Geografia, ao Instituto Histórico e Geográfico Brasileiro e à Academia Rio-Grandense de Letras. Foi um dos fundadores da Pontifícia Universidade Católica do Rio Grande do Sul, tendo sido catedrático de seu curso de Direito. Foi membro do conselho da Ordem dos Advogados do Brasil no Rio
Grande do Sul e um dos fundadores do Instituto dos Advogados do Rio Grande do Sul. Foi ainda diretor-geral do Instituto de Direito Social de São Paulo e membro do conselho diretor da Fundação Universidade de Brasília.
Como jornalista, fundou o Diário de Notícias, em Porto Alegre, e contribuiu no Correio do Povo e Diário de Notícias do Rio de Janeiro, tendo usado muitas vezes o pseudônimo de Rui Marçal.
Em 1919 casou-se com Ceci Leite Costa, com quem viria a ter 11 filhos.
Foi agraciado conde pelo Vaticano.